# Wallace F. Johnson
Wallace Johnson, est un joueur de tennis américain né le 17 juillet 1889 à Philadelphie et décédé le 15 février 1971 à Philadelphie. Il a notamment remporté les Internationaux des États-Unis en 1907, 1909, 1911 et 1920 en double mixte (avec May Sayers et Hazel Hotchkiss). Il est membre de l'équipe Américaine vainqueur de la Coupe Davis en 1913 bien qu'il n'ait pas joué.

## Palmarès (partiel)

### Finales de simple perdues
|   | Date | Nom et lieu du tournoi    | Cat.      | ($) | Surface      | Vainqueur          | Score                   |
| 1 | 1912 | US Men's National Champ’s | G. Chelem |     | Herbe (ext.) | Maurice McLoughlin | 3-6, 2-6, 6-2, 6-4, 6-2 |

US Men's National Champ’s : finaliste en 1921

### Titres en double mixte
|   | Date | Nom et lieu du tournoi                    | Cat.      | ($) | Surface      | Partenaire      | Finalistes                        | Score    |
| - | ---- | ----------------------------------------- | --------- | --- | ------------ | --------------- | --------------------------------- | -------- |
| 1 | 1907 | US Men's National Champ’s, Newport        | G. Chelem | 0   | Herbe (ext.) | May Sayers      | Natalie Widley Morris Tilden      | 6-1, 7-5 |
| 2 | 1909 | US Women's National Champ’s, Newport      | G. Chelem |     | Herbe (ext.) | Hazel Hotchkiss | Louise Hammond Raymond Little     | 6-2, 6-0 |
| 3 | 1911 | US Women's National Champ’s, Newport      | G. Chelem |     | Herbe (ext.) | Hazel Hotchkiss | Edna Wildey Morris Tilden         | 6-4, 6-4 |
| 4 | 1920 | US Women's National Champ’s, Forest Hills | G. Chelem |     | Herbe (ext.) | Hazel Hotchkiss | M. Bjurstedt Mallory Craig Biddle | 6-4, 6-3 |